# Lovrentovec
Lovrentovec is een plaats in de gemeente Varaždinske Toplice in de Kroatische provincie Varaždin. De plaats telt 130 inwoners (2001).